# 골든 드래곤 (기업)
골든 드래곤 버스(영어: Xiamen Golden Dragon Bus Co. Ltd, 중국어: 厦门金龙旅行车有限公司)는 중국 푸젠성 샤먼시에 본사를 둔 버스 제조업체이다.

## 모델

### 도시형버스
- 골든 드래곤 XML6125CC
- 골든 드래곤 XML6125CLE
- 골든 드래곤 XML6115
- 골든 드래곤 XML6125
- 골든 드래곤 XML6125CR
- 골든 드래곤 XML6125CL
- 골든 드래곤 XML6155
- 골든 드래곤 XML6180J
- 골든 드래곤 XML6845
- 골든 드래곤 XML6925J13CN

## 같이 보기
- 태영티엔티 - 수입 대행사